# Tell
För andra betydelser, se Tell (olika betydelser).
Tell (arabiska: tall, hög, [ruin]kulle) är det inom arkeologin använda ordet för en jordtäckt ruinhög eller bosättningskulle. Detta motsvarar en förhöjning i det omgivande landskapet som uppstår genom upprepad bosättning, som Megiddo i norra Israel eller Erbil i Irakiska Kurdistan.
Tell förekommer ofta som led i geografiska namn, som Tel Aviv och Tell el-Amarna. Fenomenet är globalt men är särskilt vanligt i Mellanöstern; det benämns magoula på grekiska, hüyük på turkiska och tepe på farsi.